# Beinn Tighe
Beinn Tighe är ett berg i Storbritannien.   Det ligger i kommunen Highland och riksdelen Skottland, i den nordvästra delen av landet, 700 km nordväst om huvudstaden London. Toppen på Beinn Tighe är 305 meter över havet. Beinn Tighe ligger på ön Eigg.
Terrängen runt Beinn Tighe är kuperad åt nordost, men åt sydväst är den platt.